# Procureur général du Canada c. Lavell
Procureur général du Canada c. Lavell est un arrêt de principe de la Cour suprême du Canada rendu en 1974 à 5 juges contre 4 statuant que l'article 12 (1) (b) de la Loi sur les Indiens ne violait pas le droit des intimés à « l'égalité devant la loi » en vertu de l'article 1 (b) de la Déclaration canadienne des droits. Les deux intimées, Lavell et Bédard, alléguaient que l'article contesté était discriminatoire en vertu de la Déclaration canadienne des droits en ce qu'il privait les femmes indiennes de leur statut indien en raison de leur choix d'épouser un non-Indien, mais qu'une telle privation de statut n'aurait pas eu lieu si elles avaient plutôt épousé un autochtone possédant le statut d'Indien.
La décision de la Cour suprême s'est avérée très controversée, influençant plus tard le libellé de l'article 15 de la Charte canadienne des droits et libertés au cours du processus de rédaction.

## Les faits relatifs àMmeLavell
Mme Lavell (née Jeannette Vivian Corbiere), membre de la Première nation Wiikwemkoong, a épousé David Lavell, étudiant en journalisme au Ryerson Institute à Toronto, le 11 avril 1970. Elle a reçu rapidement un avis du ministère des Affaires indiennes et du Nord canadien indiquant qu'en raison de son mariage avec une personne non inscrite comme Indienne, elle ne serait plus considérée comme Indienne par la loi. Le 7 décembre 1970, le registraire des Indiens a supprimé son nom du registre conformément à l'alinéa 12(1)b) de la Loi sur les Indiens. Mme Lavell a contesté sa perte de statut auprès du registraire, mais sans succès.
À la demande de Mme Lavell en révision judiciaire de la décision du registraire, le cas de Mme Lavell a été renvoyé au juge B.W. Grossberg de la cour du comté de York conformément à l'article 9(3) de la Loi sur les Indiens. Mme Lavell a soutenu que l'alinéa 12(1)b) de la Loi sur les Indiens était inopérant en raison d'une atteinte irréconciliable à son droit à l'égalité devant la loi, garanti par la Déclaration canadienne des droits. En particulier, Mme Lavell a affirmé que la Loi sur les Indiens était discriminatoire à l'égard des femmes indiennes puisque seules elles avaient perdu leur statut d'Indienne en vertu de la Loi, alors que les hommes indiens pouvaient épouser qui ils voulaient sans conséquence juridique défavorable. La décision du greffier, a-t-elle soutenu, doit donc être renversée.
Dans le cadre de la procédure, l'avocat du procureur général du Canada a présenté à la cour des éléments de preuve démontrant que Mme Lavell n'avait pas vécu dans une seule réserve pendant une période de neuf ans avant son mariage et qu'elle n'avait effectué que quelques visites « sporadiques » à sa famille. De plus, l'avocat a soutenu qu'en ce qui concerne la loi, la Loi sur les Indiens n'était pas discriminatoire à l'égard des femmes indiennes. Pour défendre cette proposition, l'avocat a fait remarquer que la Cour suprême a rejeté la « doctrine de situation similaire » comme mesure appropriée de l'égalité d'une partie devant la loi. Par conséquent, l'avocat du procureur général a soutenu que l'appelante, Mme Lavell, doit être comparée non pas aux hommes indiens mariés, mais à toutes les femmes canadiennes mariées afin d'établir si oui ou non il y a eu discrimination fondée sur le sexe.

### Jugement du juge B. W. Grossberg en tant que personne désignée (tribunal du comté de York)
Grossberg a confirmé et maintenu la décision du registraire, concluant que l'article contesté de la Loi sur les Indiens n'établissait pas de discrimination contre l'appelant en raison du sexe. Le juge Grossberg a noté que la Loi sur les Indiens traitait toutes les femmes mariées sur un pied d'égalité, qu'elles soient indiennes ou non :

« L'appelante a contracté un mariage volontaire qui lui a conféré le statut et tous les droits dont jouissent toutes les autres femmes mariées canadiennes. Son mariage lui imposait également les mêmes obligations imposées à toutes les autres femmes mariées canadiennes... »

Le juge Grossberg a également rejeté les arguments de l'appelante concernant les différentes distinctions qui sont faites entre les hommes et les femmes indiennes, déclarant qu'il avait de la difficulté à comprendre comment de telles inégalités alléguées au sein de différents groupes de la société canadienne sont nécessairement contraires à la Déclaration canadienne des droits. En fait, le juge Grossberg suggère qu'il s'agit d'un point louable de l'histoire du Canada que l'appelante n'est plus une Indienne, puisqu'elle jouit maintenant des mêmes droits et libertés que tous les Canadiens ; un exploit qu'il considère comme conforme aux recommandations du « Rapport de la Commission royale d'enquête sur la condition de la femme au Canada ».
À cette fin, l'article 12 (1) b) de la Loi sur les Indiens, conclut le juge, n'est pas inopérant face à la Déclaration canadienne des droits.

### Jugement de la Cour fédérale d'appel
Mme Lavell a interjeté appel de la décision du juge Grossberg devant la Cour d'appel fédérale, soutenant que le juge Grossberg avait commis une erreur en concluant que l'article contesté de la Loi sur les Indiens ne violait pas le droit de l'appelant à l'égalité devant la loi.
Le juge Thurlow, écrivant au nom d'un tribunal à l'unanimité, était du même avis, déclarant l'article contesté discriminatoire sur la base du sexe. Citant la décision de la Cour suprême du Canada dans Drybones, le juge Thurlow a rejeté le raisonnement du juge Grossberg selon lequel puisque toutes les femmes, canadiennes et indiennes, étaient traitées de la même manière en vertu de la Loi, il n'y avait aucune privation de l'égalité de l'appelant devant la loi. Le juge Thurlow détermine plutôt que, pour que la Loi sur les Indiens respecte l'égalité des appelants, la loi doit traiter les femmes indiennes de la même manière qu'elle traite les hommes indiens : comme des égaux. L'alinéa 12(1)b) de la Loi sur les Indiens, dans les motifs du juge Thurlow, ne traite pas les femmes indiennes de cette manière :

« Il est clair que tant les Indiens de sexe masculin que les Indiennes de sexe féminin ont la capacité de se marier et que chacun a la capacité et le droit de contracter mariage soit avec un autre Indien, soit avec une personne qui n'est pas un Indien. Cependant, la Loi sur les Indiens, qui est une loi adoptée par le Parlement du Canada pour les Indiens, prescrit un résultat différent en ce qui concerne les droits d'une Indienne qui épouse une personne autre qu'un Indien, ou un Indien d'une autre bande, de cette qui est à obtenir lorsqu'un Indien de sexe masculin épouse une personne autre qu'un Indien, ou un Indien qui est membre d'une autre bande. »

Le juge Thurlow a également noté que si un Indien de sexe masculin épousait un non-Indien, non seulement son statut juridique d'Indien restera inchangé, mais la Loi sur les Indiens prévoit également que sa femme peut également être inscrite en tant qu'Indienne.
Considérant que la Cour ne pouvait appliquer la Loi sur les Indiens en l'espèce sans porter atteinte aux droits de l'appelant en vertu de la Déclaration canadienne des droits, le juge Thurlow a déclaré la disposition contestée inopérante.

## Les faits relatifs àMmeBédard
Yvonne Bédard est née dans la réserve indienne des Six Nations à Brantford en tant que membre de la nation iroquoise. En mai 1964, Mme Bédard épouse un non-Indien, engendrant avec lui deux enfants. Mme Bédard et son conjoint ont vécu ensemble à l'extérieur de la réserve jusqu'au 23 juin 1970, date à laquelle ils se sont séparés. Mme Bédard est revenue avec ses deux enfants dans la réserve pour habiter une maison que lui avait léguée sa mère, Carrie Williams. Puisque Mme Bédard avait épousé un non-Indien, elle n'était plus inscrite au registre comme Indienne. Lorsqu'elle a commencé à occuper la maison sur la réserve, le Conseil de bande des Six Nations a adopté une résolution ordonnant à Mme Bédard de vendre la propriété dans les six mois, période où elle peut continuer à habiter dans la résidence. Le Conseil a par la suite adopté deux résolutions additionnelles permettant à Mme Bédard de demeurer dans la maison pendant encore six mois, puis encore deux mois, mais pas plus. Afin d'agir conformément aux résolutions du conseil, Mme Bédard a éventuellement transféré la propriété de la propriété à son frère (un membre inscrit de la bande) qui a obtenu un certificat de possession de la propriété le 15 mars 1971 par le ministre des Affaires indiennes comme l'exige la Loi sur les Indiens. Mme Bédard et ses enfants, avec le consentement de son frère, sont restés pour occuper les lieux sans loyer. Le 15 septembre 1971, le Conseil de bande des Six Nations a adopté la résolution 15, demandant au superviseur du district de Brantford de signifier à Mme Bédard un avis qu'elle quittera la réserve,. Mme Bédard perd plus tard son statut d'Indienne peu de temps après avoir traîné le Conseil de bande des Six Nations devant les tribunaux, un peu avant qu'elle ne puisse remettre sa déclaration contre le Conseil.
Après que le Conseil de bande des Six Nations ait adopté la résolution 15, Mme Bédard a immédiatement demandé une injonction au tribunal pour interdire son expulsion de la réserve ainsi qu'une ordonnance annulant la résolution 15, adoptée par le conseil de bande. La requête en injonction a par la suite été retirée en cour, l'avocat de Mme Bédard ayant convenu que seul un jugement déclaratoire contre le Conseil de bande des Six Nations serait demandé,.
Mme Bédard a soutenu que la résolution du conseil de bande, autorisant qu'une demande soit faite au superviseur de district pour l'expulser de la réserve, et toute mesure prise conformément à une telle demande par le superviseur de district, ainsi que le retrait de son nom du registre de la bande en raison de son mariage avec un non-Indien constituait une discrimination fondée sur le sexe et la race, c'est-à-dire son droit à la « jouissance de la propriété et le droit de ne pas en être privé, sauf par une procédure légale régulière », garanti par l'article 1 (a) de la Déclaration canadienne des droits. Par conséquent, a-t-elle affirmé, il s'ensuit que les actions du conseil de bande sont sans force ni effet.
Le Conseil de bande (les défendeurs dans l'affaire) a soutenu, au contraire, que toutes les distinctions ne sont pas nécessairement discriminatoires. Seules les distinctions défavorables au groupe avec lequel elles sont faites peuvent être qualifiées de discrimination au sens de la Déclaration canadienne des droits. À cette fin, la défenderesse se voit accorder « certains avantages ailleurs dans la Loi » qui ne s'appliquent pas aux Indiens de sexe masculin, et compense ainsi certains désavantages qu'elle peut subir.

### Jugement de la Cour suprême de l'Ontario
Le juge Osler, dans les motifs de son jugement, a conclu que l'alinéa 12 (1)b) est inopérant en vertu de la Déclaration canadienne des droits. Le juge a rejeté le raisonnement du défendeur selon lequel de tels « inconvénients » produits par la Loi sur les Indiens peuvent être « compensés » par d'autres dispositions qui favorisent les femmes indiennes. La distinction faite par la Loi sur les Indiens, affirme-t-il, selon laquelle ladite distinction doit être défavorable ou non pour constituer une discrimination, est clairement défavorable au demandeur et constitue une discrimination :

« Il est parfaitement évident que la perte du statut d'Indienne et la perte du droit d'être inscrite et d'occuper des biens sur une réserve constituent une discrimination qui est contraire aux intérêts des femmes indiennes... »

En ce qui concerne la décision de la Cour d'appel fédérale dans Lavell et procureur général du Canada, il soutient qu'elle ne lie pas le tribunal par le stare decisis. Le juge Osler, cependant, l'a jugé d'une valeur persuasive que, à la lumière des motifs donnés par la Cour suprême du Canada dans Drybones, il a jugé correct en droit. En particulier, il a convenu que, puisque les femmes indiennes obtiennent un résultat différent en épousant un conjoint non indien, il s'agit « manifestement d'une discrimination fondée sur le sexe en ce qui concerne les droits d'un individu à la jouissance de la propriété ».
Par conséquent, conformément à la décision de la Cour suprême du Canada dans Drybones, Osler a statué qu'il est [traduction] « le devoir de la Cour [...] de déclarer inopérant l'article 12(1)b) de la Loi sur les Indiens », ce qu'il a fait, déclarant toutes les actions du conseil de bande et du superviseur de district conformément à la disposition contestée seront sans effet.

## Jugement de la Cour suprême du Canada
Les causes de Mme Lavell et de Mme Bédard ont été portées en appel devant la Cour suprême du Canada et entendues ensemble.
Par un vote de 4 contre 1 contre 4, la Cour suprême du Canada a accueilli les appels, annulant les jugements respectifs de la Cour suprême de l'Ontario et de la Cour d'appel fédérale.

### Motifs du plus grand nombre des juges
Le juge Ritchie, écrivant au nom du plus grand nombre (le juge en chef Fauteux, les juges Martland, Judson et Ritchie), a conclu que l'émancipation des femmes indiennes pour épouser un non-Indien, tel qu'il est conçu en vertu de l'article 12(1)(b) de la Loi sur les Indiens, ne constituait pas un déni du droit de l'intimé à l'égalité devant la loi. Par conséquent, Ritchie n'a pas conclu que l'article contesté de la Loi sur les Indiens était inopérant. Au cours de sa décision, le juge Ritchie a abordé de nombreuses questions de droit comme suit.
Premièrement, Ritchie a soutenu que la Déclaration canadienne des droits n'avait pas pour effet de rendre l'intégralité de la Loi sur les Indiens inopérante parce qu'elle ne traite que des Indiens (c.-à-d. prétendument de la discrimination). Une telle proposition, a-t-il soutenu, contraste avec la jurisprudence de la Cour et les principes mêmes de la common law, et l'a rejetée comme une attaque à peine voilée contre les pouvoirs conférés exclusivement au Parlement fédéral par la Constitution :

« Suggérer que les dispositions de la Déclaration canadienne des droits ont pour effet de rendre toute la Loi sur les Indiens inopérante comme étant discriminatoire équivaut à affirmer que la Déclaration a enlevé au Parlement le pouvoir d’exercer la compétence qui lui est assignée en vertu de la constitution d’adopter des lois qui traitent les Indiens vivant dans des réserves différemment des autres Canadiens en ce qui concerne leur propriété et leurs droits civils. »

Ritchie a soutenu que le Parlement ne peut exercer correctement les pouvoirs qui lui sont conférés s'il ne peut définir les qualités requises pour être un Indien et pour « utiliser et bénéficier des terres de la Couronne réservées aux Indiens ». En outre, citant le préambule de la Déclaration canadienne des droits (qui décrit l'intention du Parlement d'adopter une Déclaration des droits « qui reflétera le respect du Parlement pour son autorité constitutionnelle »), il semblerait, a affirmé Ritchie, que le projet de loi ne prétend pas de "modifier ou changer les termes de l'Acte de l'Amérique du Nord britannique". De plus, Ritchie a également noté que la majorité dans Drybones a clairement désavoué une approche qui rendrait une loi entière inopérante en raison d'une violation, qui a plutôt conclu que seule la disposition incriminée devrait être interprétée comme inopérante.
Deuxièmement, Ritchie a également conclu que le Parlement n'avait pas l'intention que la Déclaration canadienne des droits change ou modifie fondamentalement un régime constitutionnel comme ceux contenus dans la Loi sur les Indiens et, en particulier, les dispositions qui constituent une « structure nécessaire . . . l'administration de la vie des Indiens dans les réserves et de leur droit à l'utilisation et au bénéfice des terres de la Couronne »? C'était une convention largement acceptée, soutient-il, qu'une loi, dans laquelle le Parlement exerce ses fonctions constitutionnelles, ne peut être modifiée ou amendée « par un langage législatif clair expressément édicté à [cette] fin ». proclamation des droits et libertés fondamentaux dont jouissent tous les Canadiens Citant avec approbation l'affaire Barker c. Edger et appliquant le raisonnement du Conseil privé dans cette affaire, Ritchie a conclu que la Déclaration canadienne des droits, de même, n'a pas modifié et ne peut pas modifier la Loi sur les Indiens. Pour faire bonne mesure, Ritchie a également noté que le juge Pigeon est arrivé à une conclusion similaire dans Drybones.
Troisièmement, le juge Ritchie était également en désaccord avec l'interprétation de l'intimé de l'opinion du juge Laskin dans Curr selon laquelle une disposition d'une loi est inopérante du seul fait de la discrimination et qu'une violation de l'un des droits et libertés garantis par l'article 1 de la Déclaration canadienne des droits n'a pas besoin d'être établie. Ritchie soutient que le juge Laskin a simplement déclaré dans son opinion majoritaire que les droits garantis aux paragraphes (a) à (f) (de la section 1) sont garantis « quels que soient la race, l'origine nationale, la couleur ou le sexe ». En d'autres termes, les droits de l'article 1 sont universels, ce qui, selon lui, est étayé par les termes de la version française de la Déclaration des droits. En outre, Ritchie a soutenu que la notion selon laquelle la Déclaration des droits interdit la discrimination à elle seule ne correspond pas aux objectifs de la Déclaration des droits, qui sont de garantir que les droits et libertés « reconnus et déclarés ». Le droit de ne pas subir de discrimination, remarque-t-il, n'en fait pas partie en soi.
Enfin, le juge Ritchie a conclu que la question de droit applicable en l'espèce devait être

« ... limité à décider si le Parlement du Canada, en définissant les conditions préalables au statut d'Indien de manière à ne pas inclure les femmes de naissance indienne qui ont choisi d'épouser des non-Indiens, a adopté une loi qui ne peut être raisonnablement interprétée et appliquée sans abroger, abréger ou portant atteinte aux droits de ces femmes à l'égalité devant la loi. »

À cette fin, Ritchie a soutenu que le sens des droits et libertés dans la Déclaration des droits est exactement le même sens « qu'il avait au Canada à l'époque où le projet de loi a été adopté, et il s'ensuit que l'expression « l'égalité devant la loi » doit être interprété à la lumière de la loi en vigueur au Canada à ce moment-là ». De l'avis de Ritchie, « l'égalité devant la loi » ne peut pas être interprétée comme « le concept égalitaire illustré par le 14e amendement de la Constitution des États-Unis... "  Au lieu de cela, citant le préambule de la Déclaration des droits, Ritchie a soutenu que « l'égalité devant la loi » devrait être interprétée dans le contexte de la primauté du droit. S'inspirant des écrits de Dicey, Ritchie a fait remarquer que « l'égalité devant la loi » est décrite comme un aspect de la primauté du droit qui « transmet le sens d'une soumission égale de toutes les classes à la loi ordinaire du pays telle qu'elle est administrée par les tribunaux ordinaires. ." Ritchie a également étendu cette interprétation de « l'égalité devant la loi » à « l'application de la loi par les autorités chargées de l'application des lois ».
Appliquant cette interprétation de « l'égalité devant la loi », Ritchie a noté que le régime contesté est en vigueur depuis 1869, c'est-à-dire depuis au moins cent ans. De plus, Ritchie a soutenu qu'une « lecture attentive » de la Loi sur les Indiens révèle que l'article jugé inopérant dans Drybones était une loi criminelle « portant exclusivement sur le comportement des Indiens hors réserve », alors que l'article 12 (1)(b) est une loi « adoptée dans le cadre du plan élaboré par le Parlement, en vertu de l'article 91 (24) de la Loi constitutionnelle de 1867 pour la réglementation de la vie intérieure des Indiens dans les réserves. » Drybones, donc, peut être distingué de cette Ritchie a soutenu, parce que la majorité de la Cour dans Drybones a statué que l'article contesté « ne pouvait être appliqué sans entraîner une inégalité entre un groupe de citoyens et un autre et que cette inégalité était due à la race de l'accusé ». Cette affaire, a noté Ritchie, n'implique pas le droit criminel; par conséquent, Drybones « ne peut pas s'appliquer aux présents appels ».
À ce titre, Ritchie a conclu qu'il n'y a pas de déni de « l'égalité devant la loi », car « une telle inégalité n'est pas nécessairement impliquée dans l'interprétation et l'application de l'article 12(1) b) ».

### Opinion concordante
Le juge Pigeon, dans une opinion concordante, était d'accord avec le résultat de l'avis du plus grand nombre des juges. Cependant, citant sa dissidence dans Drybones, Pigeon a réprimandé la majorité de la Cour qui persisterait à donner à la Déclaration des droits « un effet invalidant sur la législation antérieure ». Pigeon a affirmé que la majorité de la cour qui était autrefois en désaccord avec sa dissidence, « l'adopte maintenant pour la partie principale de cette importante législation ». Par conséquent, a-t-il déclaré, « rien ne s’oppose à ce que je m’en tienne à ce qui fut mon avis dissident, lorsqu’une majorité de ceux qui n’y ont pas souscrit quant à un article particulier de la Loi sur les Indiens, l’adopte maintenant pour la partie principale de cette importante législation. ».
Pigeon a soutenu que la Déclaration canadienne des droits n'a pas du tout besoin d'avoir un effet invalidant. Il a souligné qu'il y a eu de nombreux cas où une simple réinterprétation de la législation contestée fournit « des exemples importants de l’efficacité de la Déclaration sans effet nullifiant ».

### Jugements dissidents
Les quatre juges restants étaient dissidents, rejetant la conclusion du plus grand nombre selon laquelle R. c. Drybones doit être distingué de la présente affaire et l'opinion de Pigeon selon laquelle la Déclaration canadienne des droits ne peut rendre une loi inopérante en raison d'une violation de l'un de ses droits énumérés.

#### Laskin
Écrivant également pour les juges Hall et Spence, le juge Laskin a écrit une forte dissidence.
« il est, à mon avis, impossible de considérer l’affaire Drybones comme différente des deux affaires en appel », dont il n'a « aucune inclination à rejeter ce qui a été décidé ».
Le juge Laskin a soutenu que Drybones avait décidé deux choses. Premièrement, Drybones a décidé que la Déclaration canadienne des droits était « plus qu'une simple loi d'interprétation dont les termes céderaient à une intention contraire ». Au contraire, a-t-il déclaré, ce sont les dispositions de la Déclaration canadienne des droits qui ont préséance sur les dispositions d'une loi fédérale en conflit[33]. Deuxièmement, Laskin a déclaré que Drybones a décidé que l'accusé s'était vu refuser l'égalité devant la loi au motif que c'était une infraction pénale pour lui de faire quelque chose, uniquement sur la base de sa race.
Laskin a soutenu que l'opinion du juge Ritchie lui-même dans Drybones, l'opinion majoritaire, indiquait clairement qu'un déni de l'égalité d'un intimé devant la loi était manifeste parce qu'une distinction avait été faite uniquement en raison de la race de l'intimé. À la lumière de ces motifs, Laskin a affirmé que la Cour agirait sans principes si elle décidait d'interpréter maintenant Drybones comme étant exclusivement contingente du fait que l'article contesté de la Loi sur les Indiens créait une infraction pénale sanctionnable. « L'essentiel du jugement, écrit Laskin, résidait dans l'incapacité légale imposée à une personne en raison de sa race alors que d'autres personnes n'étaient soumises à aucune contrainte similaire ». Étant donné que l'article contesté de la Loi sur les Indiens établit des incapacités et prescrit des exclusions pour les membres du sexe féminin qui ne sont pas imposées aux membres du sexe masculin dans les mêmes circonstances, Laskin a soutenu que si le raisonnement de Drybones était effectivement appliqué aux appels, la Cour n'aurait d'autre choix que de constater un déni de l'égalité des intimés devant la loi.
De plus, Laskin a rejeté l'idée qu'une distinction fondée sur le sexe ne viole pas la Déclaration canadienne des droits lorsque cette distinction ne s'applique qu'aux Indiens. Au contraire, écrit-il, c'est une notion « qui aggrave l'inégalité raciale même au-delà du point que l'affaire Drybones a jugé inacceptable ». Le juge Laskin a noté qu'« il n'y a pas d'interdiction absolue pour une Indienne d'être inscrite au registre des Indiens... en se mariant à l'extérieur d'une bande, à moins que le mariage ne soit avec un non-Indien ».
Laskin a également rejeté l'argument selon lequel  la discrimination inscrite dans la Loi sur les Indiens en vertu de l'alinéa 12 (1) b) » doit être soumise à une catégorisation raisonnable (tel qu'adopté par la Cour suprême des États-Unis lorsqu'elle traite de violations similaires en vertu de la Cinquième amendement) et qu'il est justifié, en tant que catégorisation raisonnable, parce que l'objectif primordial de la Loi sur les Indiens de préserver et de protéger les membres de la race est favorisé par la préférence statutaire pour les hommes indiens. Laskin a déclaré que la jurisprudence américaine sur le sujet est tout au plus d'une pertinence marginale en raison des limites imposées à la magistrature par la Déclaration canadienne des droits. Même si un tel test avait été appliqué, Laskin a soutenu qu'il est douteux que la discrimination fondée sur le sexe puisse être justifiée en tant que « catégorisation raisonnable » lorsqu'« elle n'a aucune justification biologique ou physiologique ». De plus, Laskin n'a pas accepté l'argument selon lequel un critère de catégorisation raisonnable peut être incorporé au droit à l'égalité devant la loi, car cela serait exclu par les termes décisifs de l'art. 1, « quels que soient sa race, son origine nationale, sa couleur, sa religion ou son sexe ».

« En résumé, écrit Laskin, les formes proscrites de discrimination de l’art. 1 ont une application ou bien indépendante des clauses subséquentes énumérées a) à f) ou bien, si on les trouve dans une loi fédérale, vont à l’encontre de ces clauses pour le motif que chacune doit être lue comme si les formes prohibées de discrimination y étaient énoncées comme partie du libellé. »

Laskin a soutenu que ce point de vue est largement manifesté par et contenu dans Drybones et Curr.
De plus, Laskin a affirmé que la position prise par les appelants n'a aucun fondement historique et de toute manière « l'histoire ne peut pas prévaloir contre les termes clairs des articles 1 et 2 de la Déclaration canadienne des droits». Ces articles, a soutenu Laskin, indiquent très clairement que la Déclaration canadienne des droits ne contient pas de dispositions purement déclaratoires. Au contraire, Laskin a jugé que le projet de loi ne permet pas une violation de ses dispositions, que la loi contestée ait été promulguée avant ou après la promulgation de la Déclaration des droits.

#### Abbott
Écrivant pour lui-même dans une opinion dissidente, Abbott a indiqué son accord avec le juge Laskin selon lequel Drybones ne peut être distingué des deux affaires en appel. « Dans cette cause-là, écrit-il, cette Cour a rejeté la prétention que l’art. 1 de la Déclaration canadienne des droits établissait simplement des règles d’interprétation pour les lois existant lors de l’adoption de la Déclaration. » Abbott a déclaré que, quant aux écrits de Dicey, l'interprétation du plus grand nombre des juges de « l'égalité devant la loi » est donc inappropriée. Abbott, en outre, a affirmé que ne pas donner effet aux mots « sans discrimination fondée sur la race, l'origine nationale, la couleur, la religion ou le sexe » tels qu'utilisés dans l'article 1, le plus grand nombre des juges les a effectivement privés de toute signification comme s'ils étaient  « simplement des fleurs de rhétorique ».
De plus, le juge Abbott a profité de l'occasion pour commenter l'effet de la Déclaration des droits, affirmant par des paroles désormais célèbres que :

« À mon avis, la Déclaration canadienne des droits a considérablement modifié la doctrine de la suprématie du Parlement. Comme toute autre loi, elle peut bien entendu être abrogée ou modifiée, ou une loi particulière déclarée applicable nonobstant les dispositions du projet de loi. Dans la forme, la suprématie du Parlement est maintenue, mais dans la pratique, je pense qu'elle a été considérablement réduite. À mon avis, ce résultat n'est pas souhaitable, mais c'est une question qui relève du Parlement et non des tribunaux. »

Enfin, le juge Abbott a conclu qu'il aurait rejeté l'appel en faveur des intimés.

## Importance en tant que précédent jurisprudentiel

### L'influence de l'arrêt Lavell sur le libellé de la Charte canadienne des droits et libertés
La décision du plus grand nombre des juges dans l'affaire était très controversée et allait s'avérer influente dans la rédaction de la Charte canadienne des droits et libertés, le document successeur de la Déclaration canadienne des droits. En effet, les interprétations étroites et restrictives de la Déclaration canadienne des droits de la Cour suprême dans des affaires comme Lavell ont certainement renforcé la pression en faveur d'une déclaration des droits enchâssée, comme la Charte canadienne des droits et libertés.
L'article 15 de la version préliminaire de la Charte canadienne des droits et libertés (en octobre 1980) garantissait que :

« 15. (1) Toute personne a droit à l'égalité devant la loi et à l'égale protection de la loi sans discrimination fondée sur la race, l'origine nationale ou ethnique, la couleur, la religion, l'âge ou le sexe.
(2) Le présent article n'a pas pour effet d'interdire les lois, programmes ou activités destinés à améliorer des conditions des personnes ou des groupes défavorisés. »

À la lumière de la décision du plus grand nombre des juges dans Lavell, dans laquelle le juge Ritchie a statué que « l'égalité devant la loi » n'exigeait que l'égale administration de la loi et ne concernait pas la substance même de la loi ni n'exigeait des lois égales en soi ; L'article 15 (1) a ensuite été révisé pour inclure le concept d'« application égale de la loi » pour indiquer que les garanties d'égalité sont suffisamment larges pour inclure une exigence d'égalité réelle.

### Développements subséquents relativement à l'article 12 (1)b) de la Loi sur les Indiens
L'article 12 (1)(b) de la Loi sur les Indiens, qui a été confirmé par la Cour suprême du Canada dans Lavell, a continué d'avoir des conséquences dévastatrices pour les femmes. Les femmes indiennes qui épouseraient plus tard un non-Indien perdaient toujours leur statut et il en est de même pour les enfants issus du mariage. De plus, il était interdit aux femmes indiennes privées de leurs droits de : 
- résider dans leur réserve
- hériter des biens familiaux
- recevoir les avantages de la convention
- participer aux conseils de bande et à d'autres affaires de la communauté indienne
- être enterrés dans des cimetières avec leurs ancêtres[46]

Cela contrastait fortement avec les femmes non indiennes si elles épousaient des hommes indiens, car les premiers obtiendraient le statut d'Indien.
Selon la Commission royale d'enquête sur le statut de la femme, environ 4 605 femmes indiennes ont perdu leur statut d'Indienne en épousant des hommes blancs entre 1958 et 1968.
L'article 12(1)b) de la Loi sur les Indiens a finalement été abrogé en 1985 par le Parlement du Canada, après que la Commission internationale des droits de l'homme des Nations unies a statué que le retrait du statut d'Indien en raison du sexe était contraire au droit international.